# Przemyśl
Przemyśl (en polaco: Przemyśl ['pʃεmiɕl]; en ucraniano: Пере́мишль, romanizado: Perémyshl; en ruso: Пше́мысль, romanizado: Pshémysl; en latín: Premislia; en yidis: פשעמישל‎, romanizado: Pshemishl) es una ciudad en el sureste de Polonia con 66 756 habitantes a junio de 2008. En 2006, pasó a formar parte del voivodato de Subcarpacia. Anteriormente era la capital del voivodato de Przemyśl.
Przemyśl debe su larga y rica historia de las ventajas que le otorga su ubicación geográfica. La ciudad se encuentra en el Przemyśl Gate, un área que conecta a las montañas con las tierras bajas, de fácil acceso y suelo fértil. También se encuentra junto al navegable río San. Importantes rutas de comercio atraviesan la ciudad, garantizando su importancia.
En 2013, obtuvo la distinción EDEN, que otorga la Comisión Europea, a uno de los mejores destinos turísticos «Turismo y la accesibilidad».

## Historia

### Orígenes

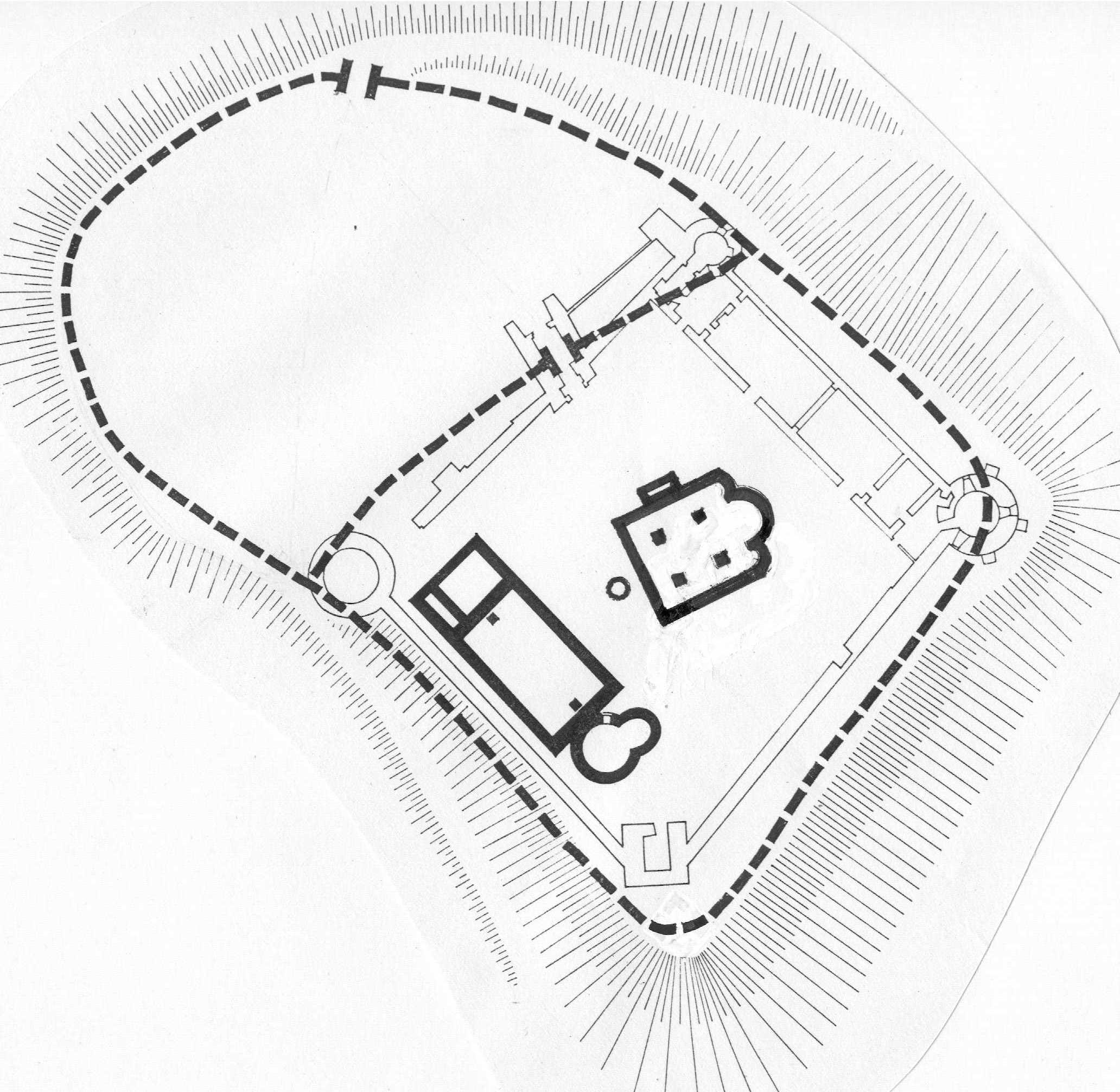
Asentamientos y fuertes Lendianos, una capilla en iglesia latina y Palas construido por Boleslao I de Polonia en el, además de un templo ortodoxo construido en el

Przemyśl es la segunda ciudad más antigua (después de Cracovia) en el sur de Polonia, que data de al menos el siglo VIII, cuando era el sitio de un asentamiento fortificado perteneciente a los lendianos (Lendizi), una tribu eslava occidental. En el siglo IX, el asentamiento fortificado y la región circundante se convirtieron en parte de la Gran Moravia. Lo más probable es que el nombre de la ciudad se remonta al período moravo. Además, los restos arqueológicos atestiguan la presencia de un asentamiento monástico cristiano ya en el siglo IX.
Tras la invasión de las tribus húngaras en el corazón del Gran Imperio moravo alrededor de 899, los lendianos locales declararon lealtad a los húngaros. La región se convirtió en un sitio de disputa entre Polonia, la Rus de Kiev y el Principado de Hungría a partir de al menos el siglo IX, con Przemyśl junto con otros fuertes fronterizos (fuertes Cherven), cayendo bajo el control de los Polanos (Polanie), que en el siglo X bajo el gobierno de Miecislao I establecería el estado polaco. Cuando Miecislao I anexó el área tribal de los lendianos entre 970 y 980, Przemyśl se convirtió en un importante centro local en la frontera oriental del Reino de Piast.
La ciudad fue mencionada por Néstor el Cronista, cuando en 981 fue capturada por Vladimiro I El Grande, de la Rus de Kiev. En 1018, Przemyśl retornó a Polonia, volviendo en 1031 a ser recapturada por la Rus de Kiev. Alrededor de 1069, Przemyśl volvió de nuevo a Polonia, después de que Boleslao II el Temerario (o el Generoso) retomara la ciudad y la convirtiera temporalmente en su residencia. En 1085, la ciudad se convirtió en la capital del semiindependiente del Principado de Perémyshl bajo el señorío de la Rus.
El complejo palatium que incluye una rotonda latina fue construido durante el gobierno del rey polaco Boleslao I de Polonia el Valiente en el siglo IX. En algún momento antes de 1218, se fundó una eparquía ortodoxa en la ciudad. Przemyśl más tarde se convirtió en parte del Principado de Galicia-Volinia, desde 1246 bajo la soberanía mongola.

### Reino de Polonia y Comunidad Polaco-Lituana

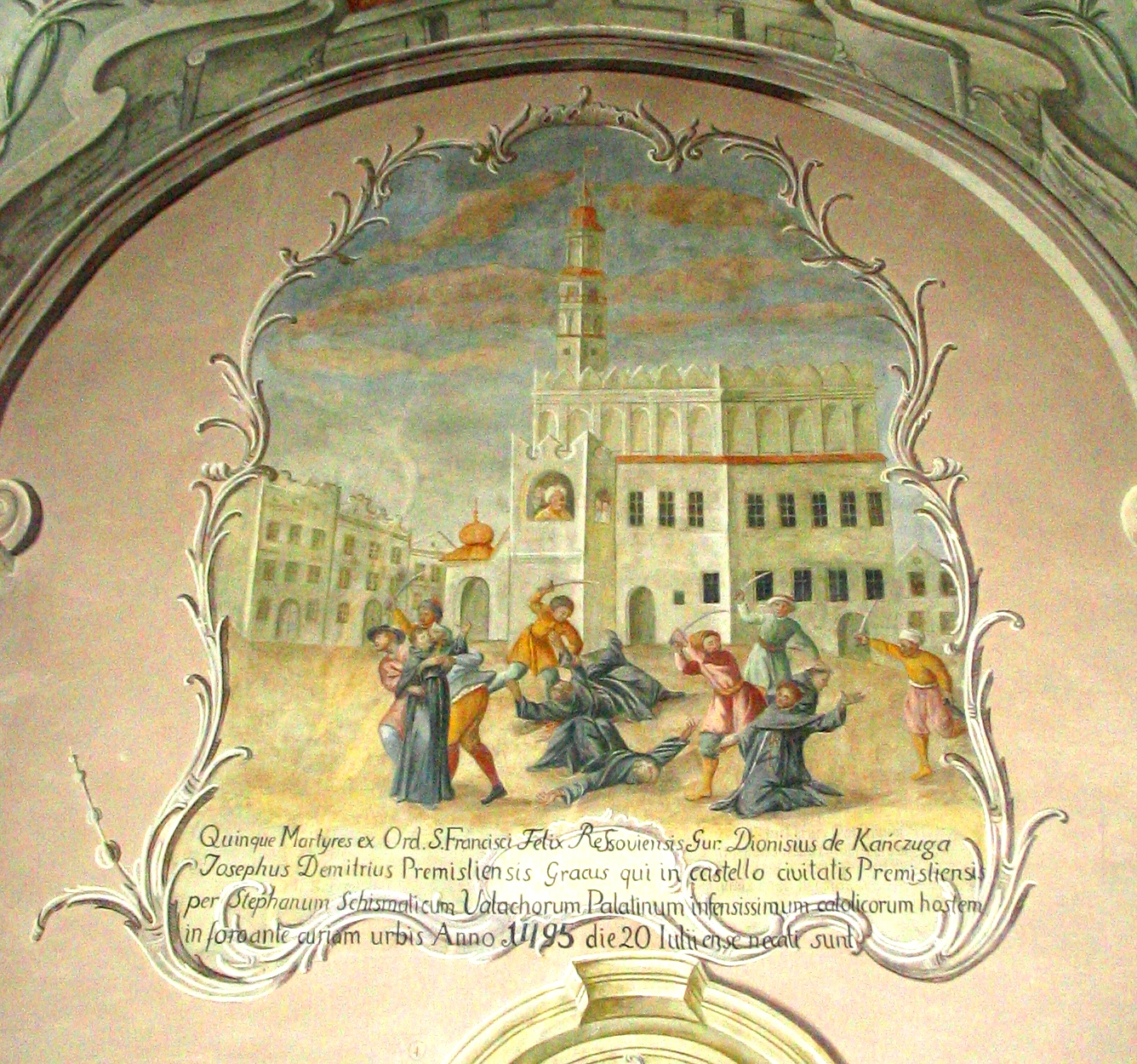
Muerte de los franciscanos a manos de los soldados de Esteban III en 1498

En 1340, Przemyśl fue reconquistada por el rey Casimiro III de Polonia y nuevamente se convirtió en parte del Reino Unido de Polonia como resultado de las guerras Galitzia-Volinia. Por aquel tiempo, la primera diócesis católica latina fue fundada en la ciudad, y a Przemyśl se le concedió una carta de ciudad basada en el Derecho de Magdeburgo, confirmada en 1389 por el rey Vladislao II Jaguelón. La ciudad prosperó como un importante centro comercial durante el siglo XVI. En 1498, la ciudad cae presa de la expedición de represalia del hospodar moldavo Esteban III. Los siglos XV y XVI marcaron el periodo de mayor prosperidad de la ciudad, que se convierte en una de las más ricas de la Corona. Se están construyendo murallas, obras hidráulicas, un nuevo ayuntamiento, casas de vecindad e iglesias. Los residentes de la ciudad reciben numerosos privilegios reales que contribuyen al crecimiento económico. Además de polacos, rutenos y alemanes, también hay judíos que viven aquí, que tienen su propio distrito. La ciudad es la sede de dos obispos: ortodoxo y católico. El año 1440 es el primero conocido de la aparición de los judíos en Przemyśl.
Al igual que la cercana Leópolis, la población de la ciudad consistía en un gran número de nacionalidades, incluidos polacos, judíos, alemanes, checos, armenios y rutenos. El largo período de prosperidad permitió la construcción de edificios públicos como el ayuntamiento renacentista y la Sinagoga Vieja de 1559. Además, un colegio jesuita fue fundado en la ciudad en 1617.

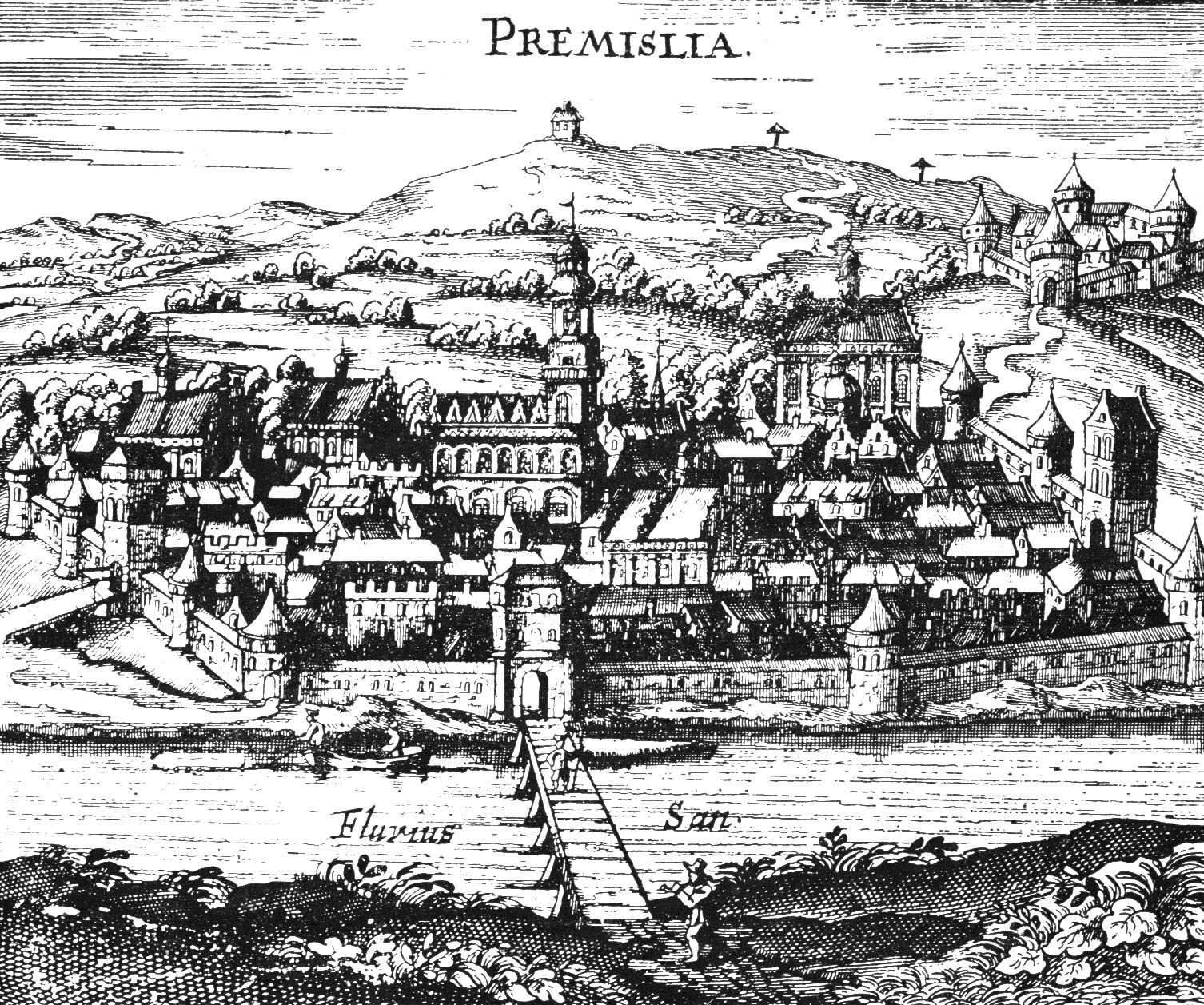
Early 17th century Detalle de la ciudad de Przemyśl a principios del durante la época de la Comunidad Polaco-Lituana.

Esta etapa de paz y prosperidad cesó abruptamente en 1665, causada por la invasión sueca durante El Diluvio, iniciando el declive general de la Mancomunidad Polaco-Lituana. Esta etapa de recesión en la ciudad duró más de cien años, y sólo a finales del siglo XVIII recuperó sus antiguos niveles de población. En 1754, el obispo católico latino fundó la primera biblioteca pública de Przemyśl, que era solo la segunda biblioteca pública en la Mancomunidad Polaco-Lituana, con la Biblioteca Załuski de Varsovia fundada siete años antes. La importancia de Przemyśl en ese momento era tal que cuando Austria se anexionó Galitzia Occidental en 1772, los austriacos consideraron hacer de Przemyśl su capital provincial, antes de decantarse por Leópolis. A mediados del siglo XVIII, los judíos constituían el 55,6 % de la población, los polacos católicos latinos el 39,5 % y los rutenos greco-católicos el 4,8 % de un total de 3076 habitantes.

### Imperio austríaco y Austria-Hungría

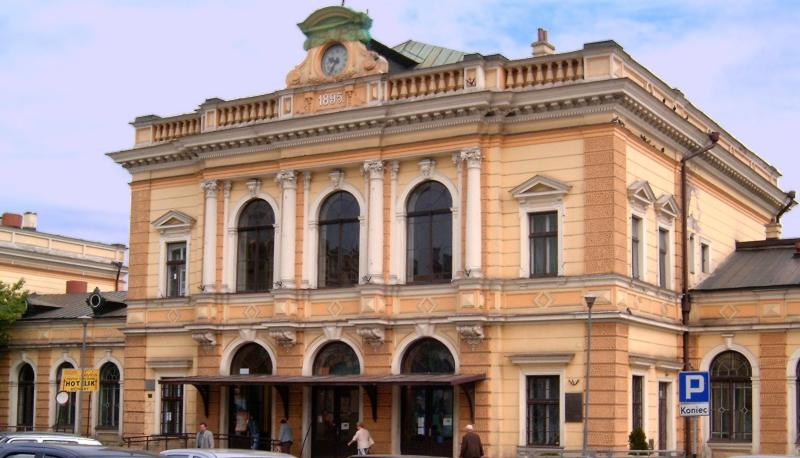
Estación de trenes de Przemyśl, construida en 1895

Desde 1772, con el primer reparto de Polonia, Przemyśl y el territorio del sur de la Pequeña Polonia fue gobernado por la Casa de Habsburgo. Los austriacos llamaron al territorio anexado Reino de Galitzia y Lodomeria. Según el censo austríaco de 1830, la ciudad era el hogar de 7538 personas, de las cuales 3732 eran católicas, 2298 judíos y 1508 eran miembros de la Iglesia greco-católica, un número significativamente mayor de rutenos que en la mayoría de las ciudades de Galitzia.
En 1804, se estableció una biblioteca rutena en Przemyśl. Hacia 1822, su colección tenía más de 33 000 volúmenes y su importancia para los rutenos era comparable a la que tenía la biblioteca Ossolineum en Leópolis para los polacos. Przemyśl también se convirtió en el centro del renacimiento de la música coral bizantina en la Iglesia greco-católica. Hasta que fue eclipsada por Leópolis en la década de 1830, Przemyśl fue la ciudad más importante en el despertar cultural ruteno en el siglo XIX.
La segunda mitad del siglo XIX trajo un desarrollo económico, siendo el momento decisivo la construcción del ferrocarril que la conectaría con Viena. La ciudad se extendía hasta el terreno situado más allá de las antiguas murallas urbanas. Dada la extensión y la importancia, hasta el final del periodo austríaco, Przemyśl fue la tercera ciudad de Galitzia, después de Leópolis y Cracovia.
En 1861, la Compañía del Ferrocarril del archiduque Carlos Luis construyó en Galitzia una línea de conexión de Przemyśl a Cracovia desde Viena, llegando por el este a Leópolis. A mediados del siglo XIX, debido al creciente conflicto entre Austria y Rusia sobre los Balcanes, Austria se volvió más consciente de la ubicación estratégica de Przemyśl cerca de la frontera con el Imperio ruso. Durante la Guerra de Crimea, cuando aumentaron las tensiones entre Rusia y Austria, un sistema de fortalezas masivas, de 15 km de perímetro, fueron construidas alrededor de la ciudad por el ejército austríaco.
El censo de 1910, recogía que la ciudad tenía 54 078 habitantes. Los católicos eran los más numerosos (46.8 %), seguidos por los judíos (29.7 %) y los fieles de la Iglesia Católica Griega (22.2 %).

### Primera Guerra Mundial

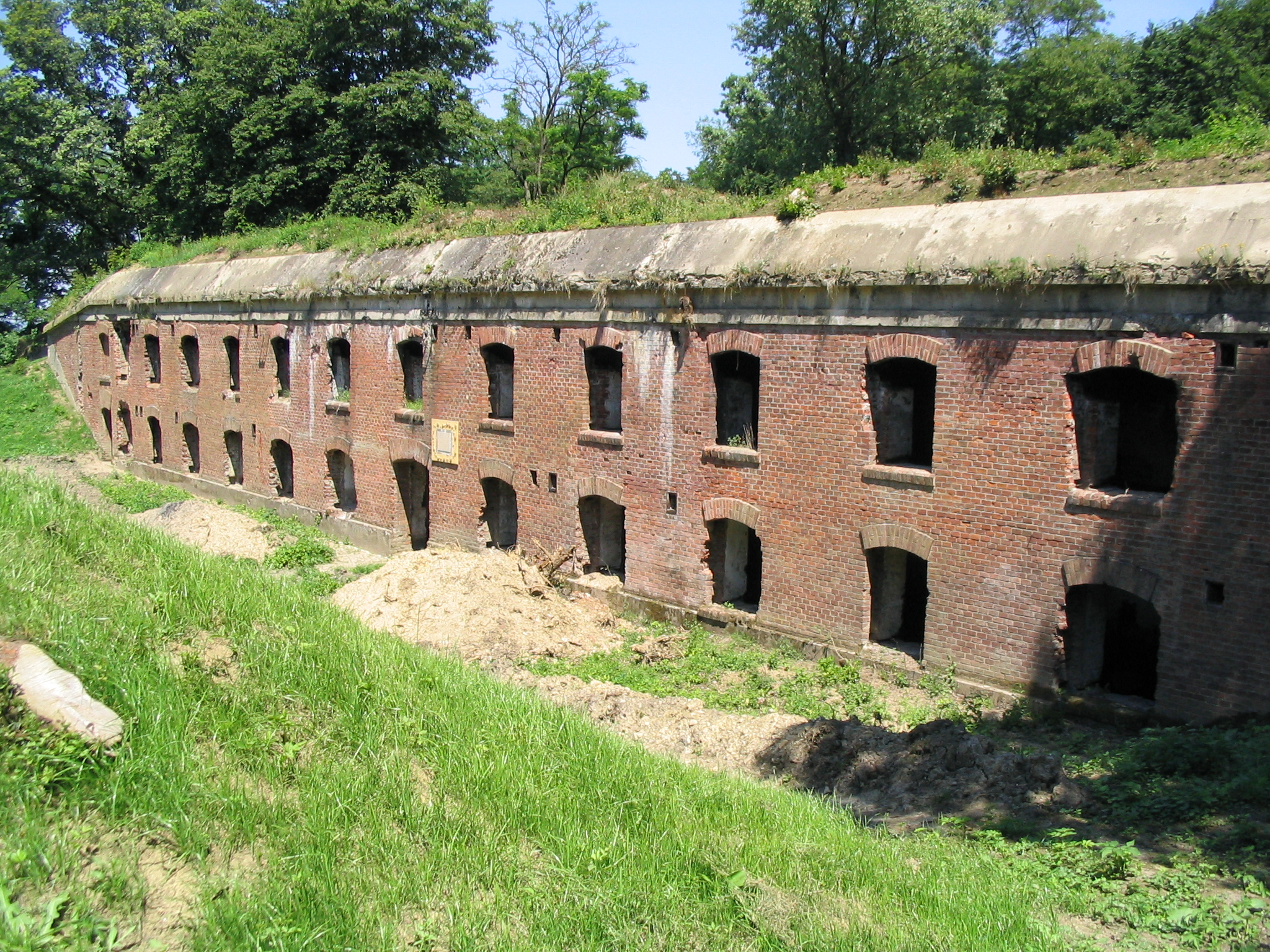
Fuerte XV "Borek" (Fortaleza de Przemyśl)

Durante la Primera Guerra Mundial, los rusos asediaron dos veces la Fortaleza austrohúngara de Przemyśl.
En agosto de 1914, al comienzo de la Primera Guerra Mundial, los ejércitos rusos derrotaron a los austrohúngaros en los enfrentamientos iniciales y avanzaron rápidamente por toda Galitzia. La fortaleza de Przemyśl cumplió su misión de manera muy efectiva, ayudando a detener a un ejército ruso de 300 000 soldados que avanzaba hacia los pasos de los Cárpatos y Cracovia, la capital regional de la Pequeña Polonia. El primer asedio cesó merced a un avance austrohúngaro temporal. Sin embargo, el ejército ruso reanudó su avance y emprendió un segundo asedio de la fortaleza de Przemyśl en octubre de 1914. Esta vez los intentos de socorro no tuvieron éxito. Debido a la falta de alimentos y al agotamiento de sus defensores, la fortaleza capituló el 22 de marzo de 1915. Los rusos hicieron 126 000 prisioneros y se apoderaron de 700 cañones de gran calibre.

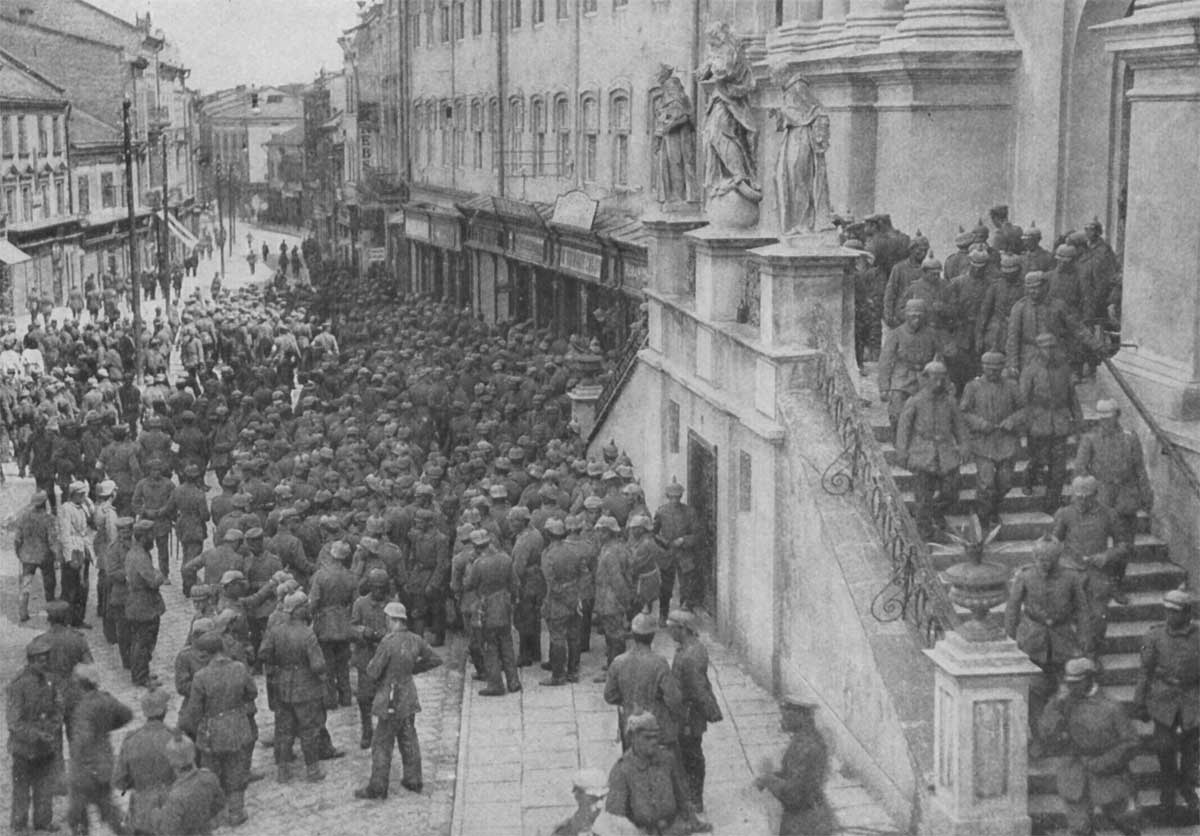
Tropas alemanas en la ciudad durante la I Guerra Mundial

Antes de la rendición, se llevó a cabo la destrucción completa de todas las fortificaciones. Los rusos no retuvieron mucho tiempo la ciudad. Una contraofensiva de los Imperios Centrales recapturó la fortaleza destruida la noche del 3 al 4 de junio de 1915, tras atacar las tropas austro-germanas las posiciones rusas del frente Norte. Las tropas austríacas entraron en la ciudad el día 4 de junio a las tres y media de la madrugada. Durante los combates alrededor de Przemyśl, ambos bandos sufrieron hasta 115 000 bajas, entre muertos, heridos y desaparecidos.

### Periodo de Entreguerras
Al final de la Primera Guerra Mundial, Przemyśl se disputó entre la emergente Polonia y la República Popular de Ucrania Occidental. El 1 de noviembre de 1918, se formó un gobierno provisional local con representantes de los habitantes polacos, judíos y rutenos de la zona. Sin embargo, el 3 de noviembre, una unidad militar ucraniana derrocó al gobierno, arrestó a su líder y capturó la parte oriental de la ciudad. El ejército ucraniano fue controlado por una pequeña unidad de autodefensa polaca formada por veteranos de la Primera Guerra Mundial. Además, numerosos jóvenes voluntarios polacos de las escuelas secundarias de Przemyśl, más tarde conocidos como Los Aguiluchos de Przemyśl (de manera similar a los más famosos Aguiluchos de Leópolis), se unieron a la lucha. El frente de batalla dividió la ciudad a lo largo del río San, con el distrito occidental de Zasanie en manos polacas y el casco antiguo controlado por los ucranianos.
Ni los polacos ni los ucranianos podían cruzar efectivamente el río San, por lo que ambas partes opuestas decidieron esperar una fuerza de socorro desde el exterior. Esa carrera fue ganada por los refuerzos polacos y la unidad expedicionaria de voluntarios formada en Cracovia llegó a Przemyśl el 10 de noviembre de 1918. Cuando el ultimátum polaco posterior a los ucranianos permaneció sin respuesta, el 11 y 12 de noviembre las fuerzas polacas cruzaron el Río San y expulsaron a los ucranianos, superados en número, de la ciudad en lo que se conoció como la batalla de Przemyśl de 1918.
Tras el fin de la Guerra polaco-ucraniana y la Guerra polaco-soviética que le siguió, la ciudad llegó a formar parte de la Segunda República Polaca. Aunque la capital del voivodato estaba en Leópolis (véase Voivodato de Leópolis), Przemyśl recuperó su posición hegemónica como sede de la administración de la iglesia local, así como la guarnición del 10º Distrito Militar del Ejército Polaco, una unidad de personal encargada de organizar la defensa de aproximadamente el 10 % del territorio de la Polonia surgida tras la I Guerra Mundial. A partir de 1931, Przemyśl tenía una población de 62 272 habitantes y era la ciudad más grande en el sur de Polonia situada entre Cracovia y Leópolis. Los católicos latinos constituían el 63,3 %, los judíos el 29,5 % y la comunidad greco-católica el 7 %.

### Segunda Guerra Mundial

#### Invasión y reparto de la ciudad entre Alemania y la URSS
Del 11 al 14 de septiembre de 1939, durante la invasión alemana de Polonia que marcó el inicio de la Segunda Guerra Mundial, los ejércitos alemán y polaco lucharon en la Batalla de Przemyśl, en la ciudad y sus alrededores. Tras la misma, el Einsatzgruppe zbV entró para hacerse cargo de la industria polaca. La batalla fue seguida por tres días de masacres llevadas a cabo por los soldados alemanes, la policía y el Einsatzgruppe I contra cientos de judíos que vivían en la ciudad. En total, más de 500 judíos fueron asesinados y la gran mayoría de la población judía de la ciudad fue deportada a través del Río San a la parte de Polonia que fue ocupada por la URSS.

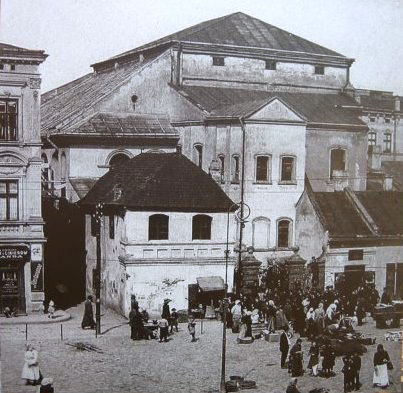
Sinagoga vieja de Przemyśl (1596-1941)

El 22 de septiembre de 1939 se emitió un comunicado oficial que definía el río San como una línea de demarcación entre las tropas alemanas y soviéticas. El 26 de septiembre el Ejército Rojo entró en la ciudad. El 27 de septiembre los alemanes nombraron nuevas autoridades municipales en el distrito de Zasanie. Según el pacto Ribbentrop-Molotov, los alemanes abandonaron la parte de Przemysl en la orilla este del río San el 28 de septiembre de 1939. Antes de su retirada, los alemanes quemaron la Sinagoga Vieja, la Klois (casa de oración jasídica), la sinagoga Tempel en la calle Jagiellonska y una parte del barrio judío. El 26 de septiembre de 1939, los habitantes judíos de Zasanie y las aldeas en el lado alemán del río San recibieron la orden de trasladarse inmediatamente a la sección evacuada por los rusos en la ciudad. Cualquier judío encontrado allí después de ese tiempo sería fusilado inmediatamente. Dado que el puente sobre el San había sido bombardeado previamente, únicamente se podía llegar a la parte oriental de la ciudad sobre las vías del puente del ferrocarril. Más tarde este paso también fue cerrado e impidió reunirse a familias de ambos lados de la ciudad. En el sector soviético, en abril y mayo de 1940, aproximadamente 7000 judíos fueron deportados de Przemysl al interior soviético. Las condiciones de vida de la población judía de la ciudad se deterioraron rápidamente. Las instituciones, fábricas y tiendas de la comunidad judía (solo el 10 % de las cuales eran propiedad de no judíos) dejaron de funcionar y sus activos fueron nacionalizados. Todas las materias primas y mercancías fueron incautadas por los ocupantes. Los artesanos se vieron obligados a ingresar "voluntariamente" en las cooperativas. Todas las casas de propiedad privada fueron transferidas a la administración de la ciudad.
En la orilla izquierda, ocupada por los alemanes, Przemyśl era parte del Distrito de Cracovia del Gobierno General. Miembros del Einsatzgruppe I pasaron a formar la unidad de policía local alemana. El 10 de noviembre de 1939, los alemanes llevaron a cabo arrestos masivos de polacos en la orilla izquierda de Przemyśl y el condado, como parte de la Intelligenzaktion. Los polacos arrestados fueron detenidos en la prisión de la policía local alemana, y luego internados en prisión en Cracovia, desde donde finalmente fueron deportados al campo de concentración de Auschwitz. La zona de ocupación soviética en Polonia incluía la margen derecha del Río San en Przemyśl y así fue cuando se incorporó a la RSS de Ucrania. La atmósfera de terror de la NKVD incluyó la deportación de miles de judíos y la parte este de la ciudad se incluyó en el recién establecido Óblast de Drohobych. En 1940, la ciudad se convirtió en un centro administrativo de Peremyshl Uyezd con el Distrito Fortificado de Peremyshl establecido a lo largo de la frontera nazi-soviética antes del ataque alemán contra la URSS en 1941.
La población de la ciudad aumentó debido a una gran afluencia de refugiados judíos del Gobierno General (Generalgouvernement für die besetzten polnischen Gebiete) que intentaron cruzar la frontera con Rumania. Se estima que a mediados de 1941 la población judía de la ciudad había crecido a aproximadamente 16 500 habitantes. La frontera entre los dos ejércitos invasores corrió por el centro de la ciudad a lo largo del río San hasta el inicio de la Operación Barbarroja el 22 de junio de 1941, en que la parte oriental de la ciudad ocupada por los soviéticos también fue ocupada por Alemania, quedando la totalidad de la misma incluida en el Gobierno General. La 99.ª División de Fusileros soviética, bajo el mando del General Andréi Vlásov, estaba estacionada en Przemyśl al inicio de la Operación Barbarroja y resistió en la parte oriental de la ciudad durante seis días ante el asedio de las tropas alemanas.

#### Ocupación alemana de la ciudad
El 20 de junio de 1942, el primer grupo de 1000 judíos fue conducido desde el área de Przemyśl al campo de concentración de Janowska, y el 15 de julio de 1942 se estableció un gueto nazi para todos los habitantes judíos de Przemyśl y sus alrededores, unas 22 000 personas en total. A los judíos locales se les dio 24 horas para entrar en el gueto. Los edificios comunales judíos, incluyendo la Sinagoga de Tempel y la Sinagoga Vieja fueron destruidos; la Nueva Sinagoga, la Sinagoga Zasanie y todos los bienes raíces comerciales y residenciales pertenecientes a los judíos fueron confiscados.
El gueto de Przemyśl fue aislado del exterior el 14 de julio de 1942. En ese momento, podría haber unos 24 000 judíos en el gueto. El 27 de julio de 1942, la Gestapo notificó a la Judenrat sobre el programa de reasentamiento forzado y publicó avisos de que se iba a implementar una Aktion (redada para la deportación a los campamentos) que involucraría a casi todos los ocupantes. Se hicieron excepciones para algunos trabajadores esenciales, a quienes se les sellarían sus papeles en consecuencia. El mismo día, el mayor Max Liedtke, comandante militar de Przemyśl, ordenó a sus tropas que tomaran el puente sobre el río San que conectaba la ciudad y detuvieran la evacuación. La Gestapo se vio forzada a retener a los trabajadores que prestaban servicio para la Wehrmacht (hasta 100 judíos con familias). Por las acciones emprendidas por Liedtke y su ayudante Albert Battel en Przemyśl, Yad Vashem más tarde los nombró "Justos entre las Naciones". El proceso de exterminio de los judíos se reanudó a partir de entonces. Hasta septiembre de 1943 casi todos los judíos fueron enviados a los campos de exterminio de Auschwitz o al de Bełżec. Las ramas locales de la clandestinidad polaca y la Żegota lograron salvar a 415 judíos. Según una investigación de posguerra en los archivos alemanes, 568 polacos fueron ejecutados por los alemanes por albergar judíos en el área de Przemyśl, incluido Michał Kruk, ahorcado junto con varios otros el 6 de septiembre de 1943 en una ejecución pública. Entre los muchos rescatistas polacos allí, estaban las familias Banasiewicz, Kurpiel, Kuszek, Lewandowski y Podgórski.

#### Fin de la guerra
El Ejército Rojo recapturó la ciudad a las fuerzas alemanas el 27 de julio de 1944. El 16 de agosto de 1945, se firmó en Moscú un acuerdo fronterizo entre el gobierno de la Unión Soviética y el Gobierno Provisional Polaco de Unidad Nacional, instaurado por los soviéticos. De acuerdo con la denominada Línea Curzon, la frontera oriental de posguerra de Polonia se ha estableció a 15 kilómetros al este de Przemyśl.
Durante la Segunda Guerra Mundial, el 40 % de la ciudad fue destruida, principalmente el barrio judío y sus alrededores.

### Postguerra
En el período de posguerra, la frontera discurría sólo a 15 kilómetros al este de la ciudad, aislándola de gran parte de su interior económico. Debido al asesinato de judíos en el Holocausto nazi y la expulsión de ucranianos en la posguerra (en la Operación Vístula de 1947), la población de la ciudad decayó a 34 000 habitantes, casi en su totalidad polacos. Sin embargo, la ciudad recibió miles de inmigrantes polacos de Kresy (Tierras Fronterizas Orientales) que fueron expulsados a su vez por los soviéticos, restaurando la población de la ciudad a su nivel anterior a la guerra. La población fue integrada en el Voivodato de Rzeszów, de nueva creación en 1945.
En 1957, en la entonces Plaza Świerczewski, se erigió un monumento en su honor, siendo obra de Lucjan Władyka.
En los años 1960, junto con la Escuela Primaria N.º 14, se construyó el Refugio de Gestión de Defensa Civil.
En 1975, Przemyśl se convirtió en la capital del Voivodato de Przemyśl, de acuerdo con la Reforma Administrativa que entró en vigor el 1 de junio de 1975. Esta situación perduró hasta el 1 de enero de 1999, en que se creó el Voivodato de Subcarpacia, englobando los territorios de aquél.
En 2008, la Asociación Przemyśl de Reconstrucción Histórica "X D.O.K." reconstruyó las batallas por Przemyśl desde 1939. En mayo del año siguiente, los miembros de la asociación pudieron ser vistos en el espectáculo "Y los muros caerán..." .
En 2012, se construyó el puente de la Puerta de Przemyśl.
Después su restauración en mayo de 2016, el Refugio del Comando de Defensa Civil se abrió al público.

## Urbanismo y arquitectura
Przemyśl tiene el mayor número de edificios históricos en el Voivodato de Subcapacia y uno de los más grandes a escala nacional. La Oficina Provincial de Protección de Monumentos tiene su sede aquí.

#### Castillos, palacios y casas solariegas
- Castillo de Kazimierz
- Palacio Lubomirski
- Palacio de los obispos católicos latinos
- Palacio de los obispos greco-católicos
- Casa solariega de Stanisław Orzechowski

#### Iglesias y monasterios
- Archicatedral católica de la Asunción de la Santísima Virgen María.
- Catedral greco-católica de San Juan Bautista
- Iglesia de Santa María Magdalena y Monasterio Franciscano
- Iglesia de Santa Teresa de Ávila y Monasterio Carmelita
- Iglesia de San Antonio de Padua y monasterio de los reformadores franciscanos
- Iglesia de la Santísima Trinidad y monasterio de las SS. Monjas benedictinas
- Iglesia de San José (Salesianos)
- Iglesia de Nuestra Señora del Escapulario y monasterio ss. Carmelitas descalzas
- Iglesia de Nuestra Señora del Perpetuo Socorro
- Iglesia de San Juan Apóstol
- Iglesia Metodista

- Archicatedral bizantino-ucraniana de San Juan Bautista
- Iglesia bizantino-ucraniana de Nuestra Señora de los Dolores y Monasterio Basiliano
- Iglesia bizantino-ucraniana de la Ascensión del Señor
- Iglesia Ortodoxa de la Natividad de la Santísima Theotokos – la sede de la parroquia militar
- Iglesia Ortodoxa de la Dormición de la Santísima Theotokos – la sede de la parroquia en el decanato de Przemyśl de la diócesis de Przemyśl-Nowy Sącz

#### Sinagogas
- Nueva Sinagoga
- Sinagoga Zasańska
- La Sinagoga más Antigua – desaparecida
- La Sinagoga Vieja – desaparecida
- Sinagoga Tempel – desaparecida

#### Edificios públicos

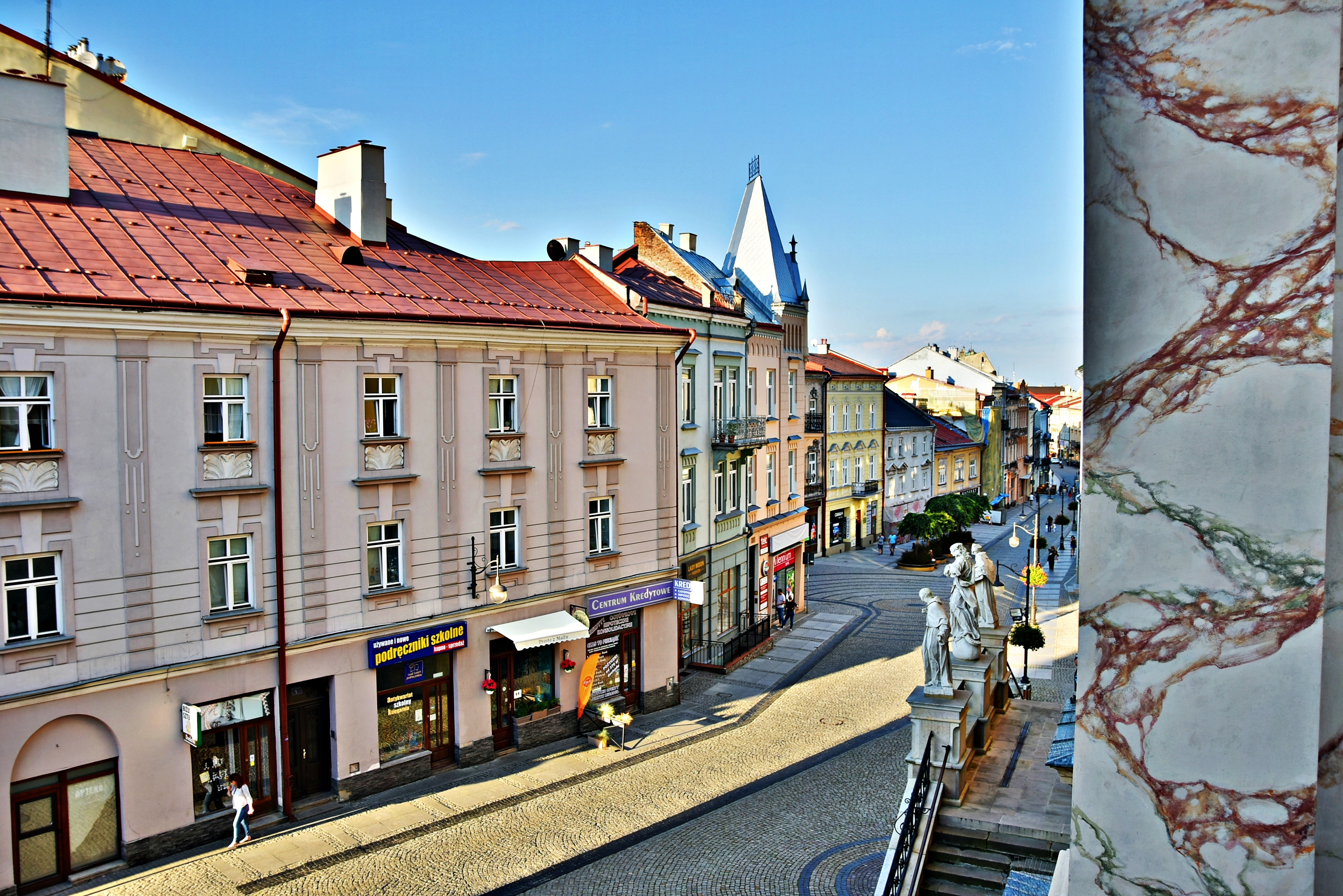
Viviendas en el centro de la ciudad en 2020

- edificios de la Oficina Municipal y la Oficina del Voivodato
- edificios históricos de la Plaza del Mercado
- Estación de ferrocarril
- Torre del Reloj – Museo de Campanas y Pipas
- Casa de los Trabajadores
- Narodnyj Dim
- Oficina Municipal

#### Arquitectura militar y de defensa

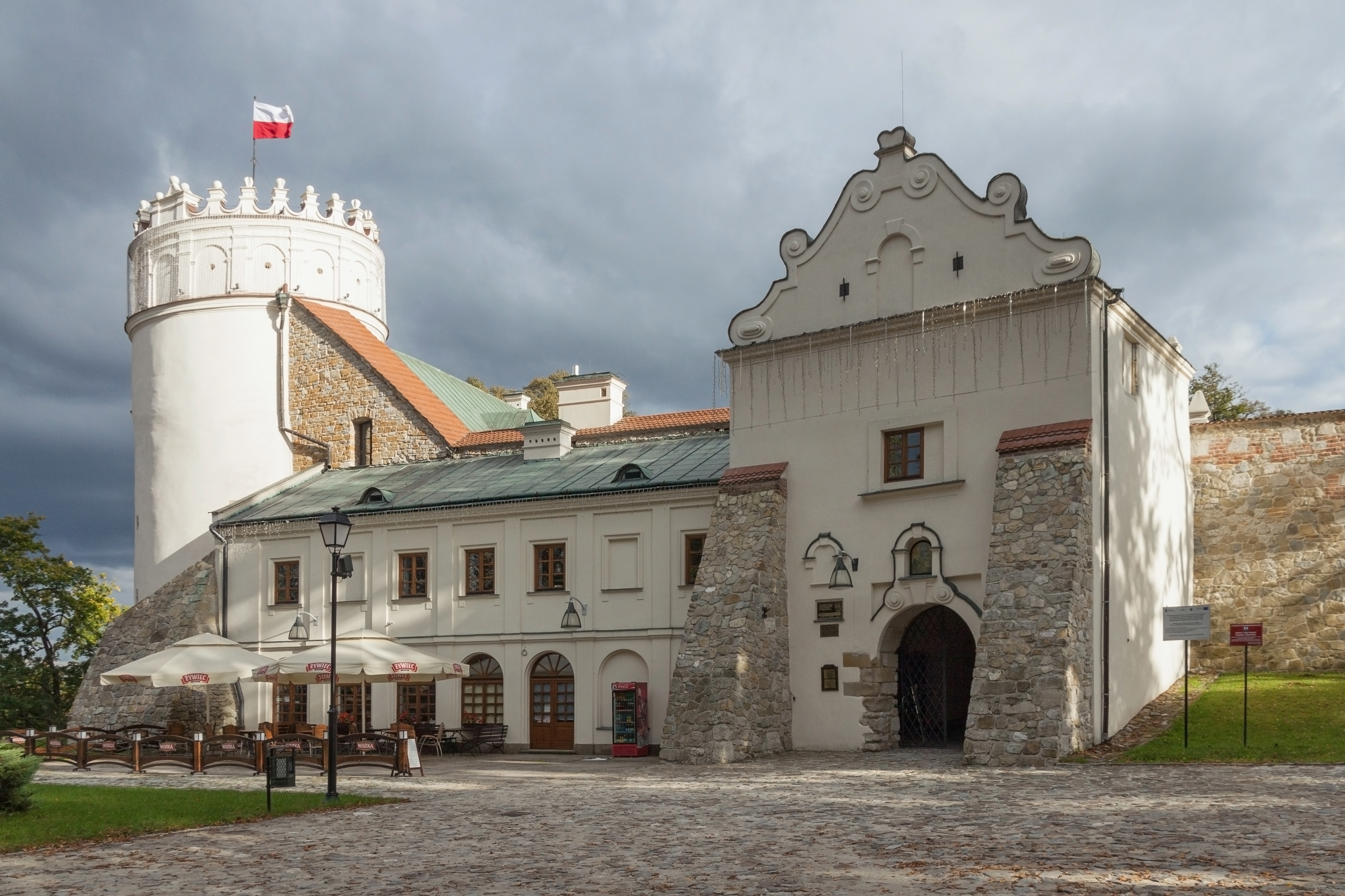
Castillo renacentista de Kazimierz

- Fragmentos de las murallas defensivas de la ciudad
- Castillo renacentista de Kazimierz (siglo XIV)
- fuertes de la Fortaleza de Przemyśl
- Búnkeres de la Línea Molotov

#### Cementerios
- lápidas históricas en el Cementerio Principal
- Nuevo cementerio judío
- Antiguo cementerio judío (desaparecido)
- Cementerio Militar
- Complejo histórico de cementerios de guerra de la Fortaleza de Przemyśl 1914-1915
  - Cementerio de soldados rusos
  - Cementerio y Mausoleo de los Soldados Alemanes
  - Cementerios de soldados austrohúngaros
  - Cementerio de soldados austriacos

#### Restos prerrománicos y románicos
- Rotonda de Praromani, reliquias en la colina del castillo, siglo IX
- Monasterio prerrománico en la colina del castillo, siglo IX
- Basílica románica de tres naves, siglo X
- palas principescas, siglo X

#### Puentes
- Puente Przemyśl Eaglets
- Puente ferroviario de 1891
- Puente Ryszard Siwiec
- Puente de la Puerta de Przemyśl

#### Otros
- El edificio del antiguo Seminario Greco-Católico
- La construcción de la antigua central eléctrica
- Conserje neogótico
- El edificio del antiguo Preventorium
- Montículo tártaro
- Cruz de Encomienda
- Monumento al mariscal Józef Piłsudski
- Obelisco de la Constitución del 3 de mayo
- Obelisco Pax Vobis
- Monumento a los aguiluchos de Przemyśl
- Monumento a Adam Mickiewicz en Przemyśl
- Monumento a Jan III Sobieski en Przemyśl
- Monumento-banco de Józef Szwejk en Przemyśl
- Monumento a Juan Pablo II
- Monumento a Krystyna Szykowski
- Monumento en homenaje a los soldados del Ejército Nacional
- Monumento a los exiliados de Siberia y a las víctimas de Katyn
- Monumento a la Unión de Lucha Activa

## Deportes
- Pistas de esquí en 2009Czuwaj Przemyśl (club de fútbol)

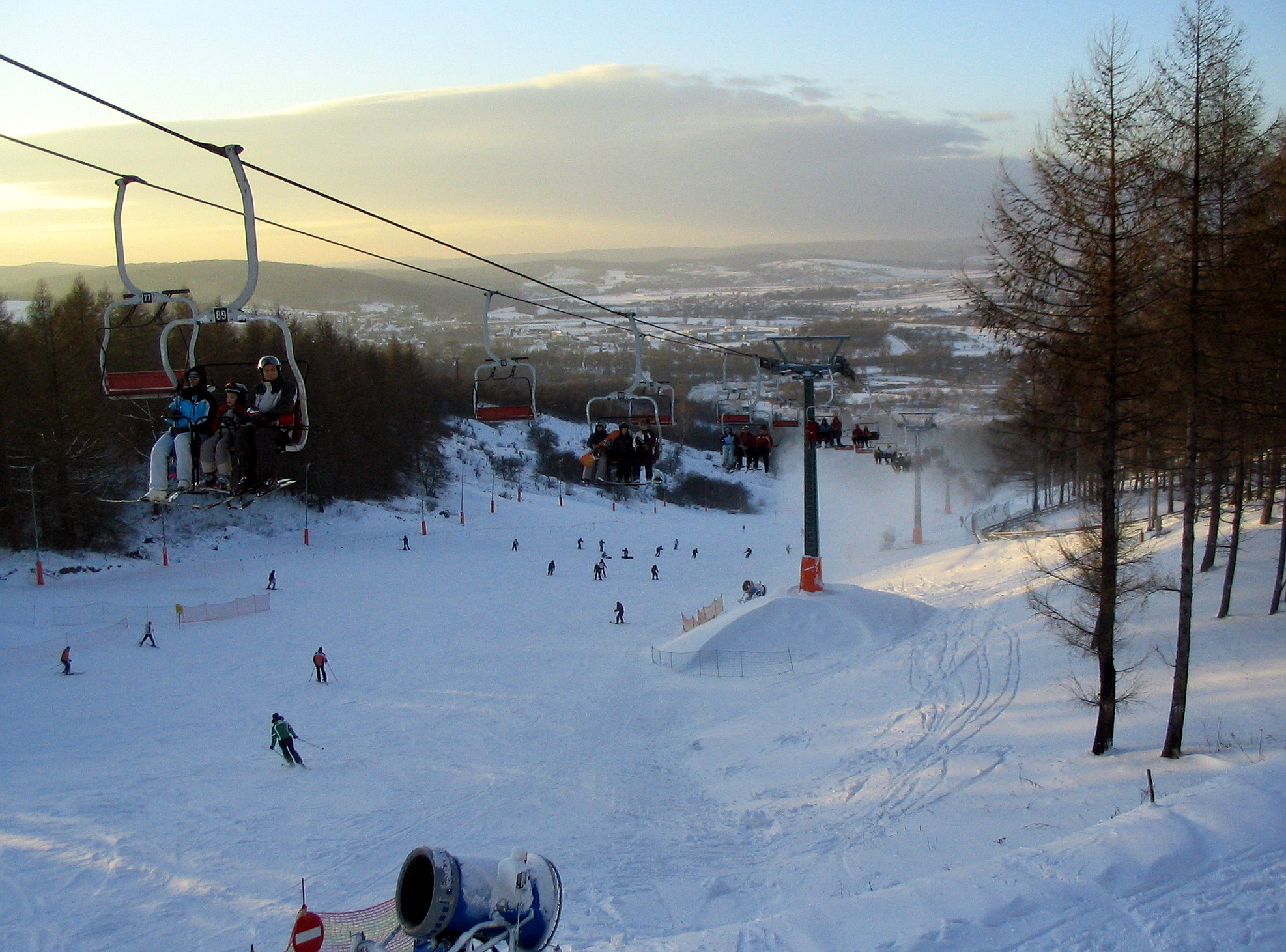
Pistas de esquí en 2009

- AZS Czuwaj Przemyśl (club de balonmano)
- Polonia Przemyśl (club de fútbol)

## Ciudades hermanadas
- Paderborn ( Alemania,[25] desde el 14 de mayo de 1993).
- South Kesteven ( Inglaterra,  Reino Unido,[26] desde el 27 de octubre de 1994).
- Leópolis ( Ucrania,[27] desde el 10 de junio de 1995).
- Kamianets-Podilski ( Ucrania,[28] desde el 10 de diciembre de 1997).
- Eger ( Hungría,[29] desde el 11 de julio de 2003).
- Truskavets ( Ucrania,[30] desde el 2 de mayo de 2004).
- Chivasso ( Italia).
- Motyska (Ucrania, desde el 14 de febrero de 2008).
- Humenné ( Eslovaquia,[31] desde el 1 de octubre de 2010).